# Woche der Kritik
Die Woche der Kritik (englisch Berlin Critics’ Week) ist ein seit 2015 jährlich in Berlin stattfindendes Filmfestival mit Rahmenprogramm. An sieben aufeinanderfolgenden Tagen wird jeweils ein international unveröffentlichter Hauptfilm gezeigt, der mit einem ästhetischen oder kulturpolitischen Thema verknüpft wird und Anlass zu anschließender Diskussion gibt.

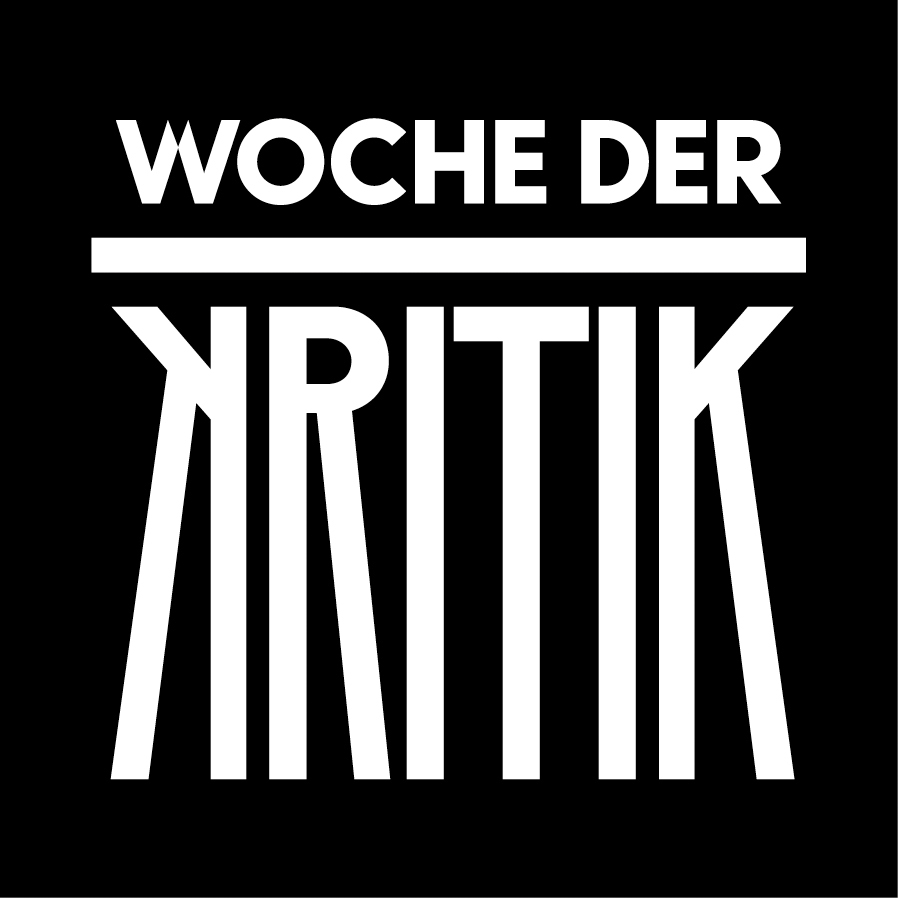
Offizielles Logo der „Woche der Kritik“

## Geschichte
Eine „Woche der Kritik“ parallel zur Berlinale hatte bereits einmal 1964 als Gegenveranstaltung stattgefunden. Sie war in Anlehnung an die „Semaine de la critique“ der Filmfestspiele von Cannes von Filmkritikern um Erika Gregor und Ulrich Gregor initiiert worden und gilt heute als Vorläufer des Berlinale Forums.
Veranstalter der Woche der Kritik ist der Verband der deutschen Filmkritik e. V. (VdFk) mit Sitz in Berlin. Künstlerischer Leiter ist der Filmkritiker Frédéric Jaeger, der geschäftsführender Vorstand des Verbands der deutschen Filmkritik ist. Geschäftsführer ist Michael Hack. Die Auswahlkommission für die Filme besteht aus fünf Filmkritikerinnen: Dunja Bialas, Joseph Fahim, Carmen Gray, Frédéric Jaeger und Dennis Vetter.
Die Woche der Kritik beginnt zeitgleich mit den Internationalen Filmfestspielen Berlin (Berlinale). Die erste Woche der Kritik fand vom 5. bis zum 12. Februar 2015 statt. 2016 wird sie vom 11. bis zum 18. Februar sein. Veranstaltungsort ist seit 2015 das Hackesche Höfe Kino in Berlin-Mitte.

## Filmprogramm (2015–2016)

### Filmprogramm 2016  (Hauptfilme)
| Filmtitel (Originaltitel)                  | Produktionsland | Produktionsjahr | Regie                            |
| ------------------------------------------ | --------------- | --------------- | -------------------------------- |
| Blue Dress                                 | UA / FR         | 2015            | Igor Minaev                      |
| COMA                                       | SY / LB         | 2015            | Sara Fattahi                     |
| Cosmos                                     | FR / PT         | 2015            | Andrzej Żuławski                 |
| Despite the night (Malgré la nuit)         | FR / CA         | 2015            | Philippe Grandrieux              |
| Eva doesn’t sleep (Eva no duerme)          | AR              | 2015            | Pablo Agüero                     |
| Orientierungslosigkeit ist kein Verbrechen | DE              | 2015            | Marita Neher / Tatjana Turanskyj |
| Sixty Six                                  | US              | 2015            | Lewis Klahr                      |

### Filmprogramm 2015 (Hauptfilme)
| Filmtitel (Originaltitel)                          | Produktionsland | Produktionsjahr | Regie                 |
| -------------------------------------------------- | --------------- | --------------- | --------------------- |
| Brûle la mer                                       | FR              | 2014            | Nathalie Nambot       |
| On the Job                                         | PH              | 2013            | Erik Matti            |
| Le journal d’un vieil homme                        | CA              | 2015            | Bernard Émond         |
| Don’t go breaking my heart 2 (Daan gyun naam yu 2) | HK / CA         | 2014            | Johnnie To            |
| Un jeune poète                                     | FR              | 2014            | Damien Manivel        |
| Revivre (Hwajang)                                  | KR              | 2014            | Im Kwon-taek          |
| Die Lügen der Sieger                               | DE              | 2014            | Christoph Hochhäusler |

## Medienecho / Kritik / Reaktionen (Auswahl)
„Die Kritik sieht sich einem unbeweglichen Apparat gegenüber, der nicht mehr abbildet, was im Weltkino aktuell geschieht, sondern sich, wenn auch publikumswirksam, den Marktmechanismen unterwirft. Der Verband der deutschen Filmkritik hat sich nun entschlossen, den Unmut in Kreativität umzumünzen: Endlich hat auch Berlin seine Woche der Kritik.“

„Die Kritiker müssen verrückt sein.“

„Einzig und allein der cinephile Blick aufs Kino ist noch wirklich interessant, überraschend. Nur das Kino-Denken und das Kino-Sehen aus seiner Geschichte und aus der Kenntnis seiner Möglichkeiten heraus bestätigt und befördert ein vitales Filmemachen, das klug, experimentell, freudvoll, lebensnah ist.“

„Schön ist in diesem Zusammenhang, dass junge Filmkritiker sich zusammengetan haben, um das Klagen und die Ratlosigkeit hinter sich zu lassen; sie haben mit der Woche der Kritik eine Gegenveranstaltung ins Leben gerufen, die vom 5. bis zum 12. Februar in einem Kino ein cinephile Interessen berücksichtigendes Programm präsentiert. Wer weiß, vielleicht ist das ja ein Ausweg aus der Beliebigkeit.“

Auch internationale Fachblätter wie Screen Daily, The Hollywood Reporter und Variety berichteten über die erste Woche der Kritik.